# El Tabo
El Tabo (del mapudungún: Tafü ‘morada de brujos’) es una comuna y ciudad balneario del litoral central de Chile, ubicada en la provincia de San Antonio en la Región de Valparaíso. Comprende un territorio costero en el que se ubican una serie de balnearios, entre los que destaca El Tabo, El Tabito, El Consistorial, Las Cruces, Playas Blancas y San Carlos, todos ellos muy concurridos en verano debido a su cercanía (120 km) de Santiago.
La comuna forma parte del llamado "Litoral de las Artes y los Poetas", espacio cultural de la costa central de Chile, junto al Océano Pacífico, que se forja por los poetas de renombre mundial que vivieron ahí (Pablo Neruda, Vicente Huidobro y Nicanor Parra).

## Toponimia
El origen de la palabra tabo posiblemente provenga del mapudungún tafü, cueva encontrada bajo la tierra en donde los calcus (brujos) se forman y que, además, hace de morada de estos.

## Historia
Antiguamente las costas del actual litoral central estaban habitadas por población nativa conocida como picunche por los historiadores, quienes vivían en las cercanías de las actuales calles Centenario y Serrano. Existen vestigios encontrados en la zona, entre los que destacan los conchales, las piedras tacitas y los cementerios adyacentes. En estos últimos se han encontrado esqueletos y piedras bicónicas, percutores uni y bifaciales, además de manos de moler. Para el sitio de cementerio Carabineros de El Tabo, la información acerca de las excavaciones realizadas es muy escueta, solo se mencionándose la presencia de un tembetá perteneciente a la cultura Bato, sin especificar forma ni materia prima, asociado a un esqueleto humano. También, cerca de El Tabo, en un lugar denominado La Granja, fueron encontradas dos pipas prehispánicas de cerámica.

### Creación de la comuna
El 7 de marzo de 1960, nace como comuna al ser promulgada la ley n.º 13.925, que señala en su artículo sexto: "La presente ley regirá desde el primero de enero del año siguiente a su publicación en el Diario Oficial". Es decir la comuna como tal, entró en funciones el 1 de enero de 1961.

### Destrucción del conchal
En 2001 se denunció la destrucción de un conchal arqueológico en el sector de San Carlos Alto. Mediante Ord. N.° 280 del 10 de abril de 2001 el Secretario de la COREMA Región de Valparaíso Sr. Gerardo Guzmán, dirigido al Alcalde de la I. Municipalidad de El Tabo Sr. Luis García, solicita iniciar acción ambiental en relación con la denuncia realizada por la Comunidad Sol del Pacífico en contra de la empresa Productora de cuarzo El Peral Ltda. por destrucción de patrimonio arqueológico. Asimismo solicita disponer las medidas de protección en consideración a lo establecido en la ley 17288 e informar a la Comisión sobre las autorizaciones concedidas por la municipalidad para realizar las faenas mineras.
El gobierno de Chile ha establecido públicamente un tipo de protección a la comuna del Tabo y comunas adyacentes, pretendiendo prohibir la construcción de edificios (con una altura determinada) y bares, para mantener un temperamento adecuado a un balneario.[cita requerida]

## Medio ambiente

### Geomorfología y componentes abióticos

Trazado simplificado de los ecosistemas y cuerpos de agua presentes en la comuna de El Tabo.

La comuna de El Tabo se encuentra emplazada en las unidades geomorfológicas de Planicie marina o fluviomarina y Cordillera de la costa; y presenta según la clasificación climática de Köppen clima mediterráneo de lluvia invernal e influencia costera (Csb (i)). Esta además se halla en la cuenca hidrográfica de Costeras entre el río Aconcagua y río Maipo. Además, la comuna posee diversos cuerpos de agua, entre los que se destacan la laguna El Peral.

### Componentes bióticos
Dentro del territorio de la comuna se puede encontrar el siguiente ecosistema:
- Bosque esclerófilo mediterráneo costero donde predominan Lithrea caustica y Cryptocarya alba (Casi amenazado)

### Medidas de protección ambiental y conflictos socioambientales
Hasta 2022, la comuna de El Tabo cuenta con las siguientes zonas que cuentan con algún nivel de protección ambiental:
- Eladio Sobrino (Iniciativa de Conservación Privada)[13]
- Estación Las Cruces (Sitios ERB)[14]
- Quebrada de Córdoba (Sitios ERB)[15]
- Santuario de la Naturaleza Laguna El Peral (Santuario de la Naturaleza)[16]
- Santuario de la Naturaleza Quebrada de Córdova (Santuario de la Naturaleza)[17]

## Demografía
El censo de 1992 estableció que el pueblo de El Tabo (excluyendo Las Cruces) poseía 2140 habitantes, en tanto tenía 3823 para el censo de 2002, donde se registraron 7448 viviendas, sobre un área urbana de 12,44 km². Sin embargo, estimaciones recientes, permiten señalar que su población permanente supera hoy los 7100 habitantes, constituyéndose en la sexta ciudad más poblada de la provincia de San Antonio y en el quinto balneario más grande. La vecina Las Cruces se estima que tiene una población permanente de 3900 habitantes.
Junto con Algarrobo, El Quisco y El Tabo forman una conurbación con eje en El Quisco. Por el contrario, estadísticamente, Las Cruces forma parte de la conurbación de San Antonio-Cartagena.

## Administración

### Municipalidad
La Ilustre Municipalidad de El Tabo es dirigida por el alcalde Alfonso Muñoz Aravena (PS), el cual es asesorado por los concejales: 
- Claudia Pilar Aracena Carreño (FA)
- Karina Soto Benavides (PS)
- Regina Hito Becerra (UDI)
- José Urrea Castañeda (RN)
- Joel Arturo Aravena Cisternas (PREP)
- Francisco Lagos Cortés (PR)

### Representación parlamentaria
La comuna es representada en la Cámara de Diputados del Congreso Nacional por los diputados Luis Alberto Cuello (Partido Comunista), Camila Rojas Valderrama (Partido Comunes), Jorge Brito Hasbún (Revolución Democrática) Andrés Celis Montt (Renovación Nacional); Tomás De Rementería (Independiente), Tomás Lagomarsino (Independiente); Luis Sánchez (Partido Republicano) y Hotuiti Teao (Independiente). A su vez, es representada en el Senado por los senadores Francisco Chahuán Chahuán de RN, Ricardo Lagos Weber, del PPD, Isabel Allende Bussi del PS, Juan Ignacio Latorre Riveros de Revolución Democrática y Kenneth Pugh Olavarría, independiente pro RN.

## Economía
En 2018, la cantidad de empresas registradas en El Tabo fue de 208. El Índice de Complejidad Económica (ECI) en el mismo año fue de -0,69, mientras que las actividades económicas con mayor índice de Ventaja Comparativa Revelada (RCA) fueron Otras Actividades de Entretenimiento (76,54), Extracción de Piedra, Arena y Arcilla (27,1) y Otros Servicios Agrícolas (25,93).

## Cultura

### Atractivos Turísticos

#### Playas
"Playa Larga” Se ubica hacia el sur de El Tabo y su actividad concentra principalmente los deportes: trote, caminatas durante las mañanas y por la tarde, puestas de sol. . 
Otras playas afamadas de El Tabo son la “7 Reales”, “La Castilla”, “Los Muertos”, “El Caleuche”, al norte, con charcos y roquedales, y “Chépica”. Esta última es la principal balneario y es de fácil acceso, es la más concurrida, de gran anchura, varias olas y poca profundidad.

#### Balneario El Tabito
Ubicado 1 km al sur de El Tabo, le debe su nombre a la Cooperativa de Vacaciones El Tabito (ubicada en camino a Algarrobo s/n) la cual fue creada a comienzos de la década de 1970 y que durante años ha sido uno de los pocos casos de cooperativismo exitoso en Chile. Esta Cooperativa fue la pionera en poblar el lugar, y de ella nombre del balneario.

#### Las Cruces

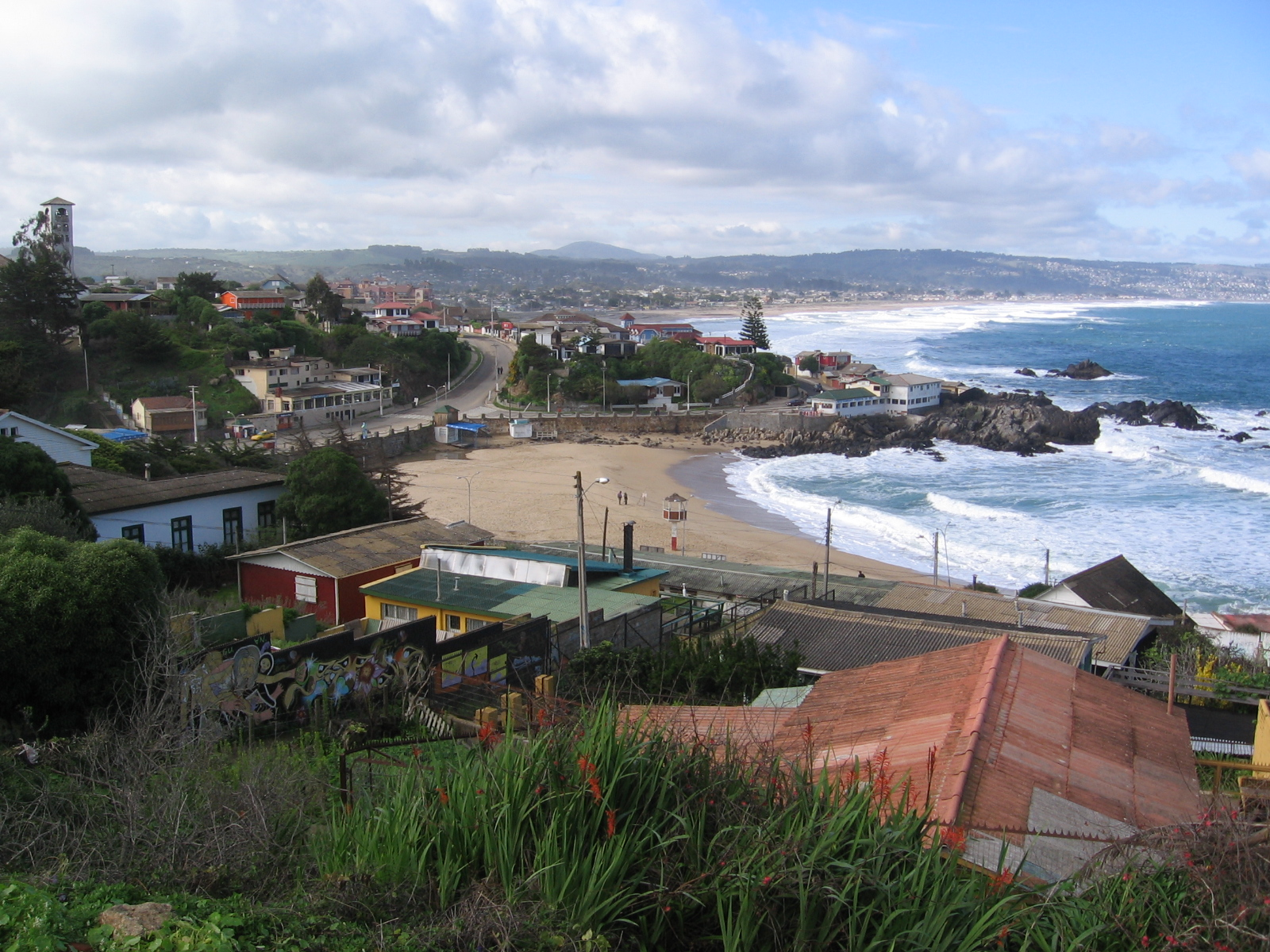
Localidad de Las Cruces

Los grandes potentados de inicios del siglo XX cambiaron sus residencias desde Cartagena a este sector, beneficiados por un ferrocarril que recorría el trecho entre ambas playas desde 1911. En este balneario vivió el pintor Arturo Pacheco Altamirano y tiene su casa el antipoeta Nicanor Parra).La Hacienda de Las Cruces, la cual se subdividió con el paso del tiempo. Esta Hacienda originalmente se iniciaba en la actual playa de Chépica por el norte, alcanzando la punta de Las Campanitas por el Sur (donde hubo una explotación de sal hasta inicios del siglo XX y que origina el nombre de la Avenida de las Salinas, camino principal de Las Cruces) y por el Sur Oriente limitaba con el Fundo la Hoyada, el estero de la Hoyada y alcanzando hasta el actual complejo residencial de Ilimay.
Otras casas que son notorias son la mansión construida por el arquitecto Josué Smith, y la casa del pintor Arturo Pacheco Altamirano, con un lanchón de piedras con el nombre de “Angelmó”.

#### Laguna El Peral

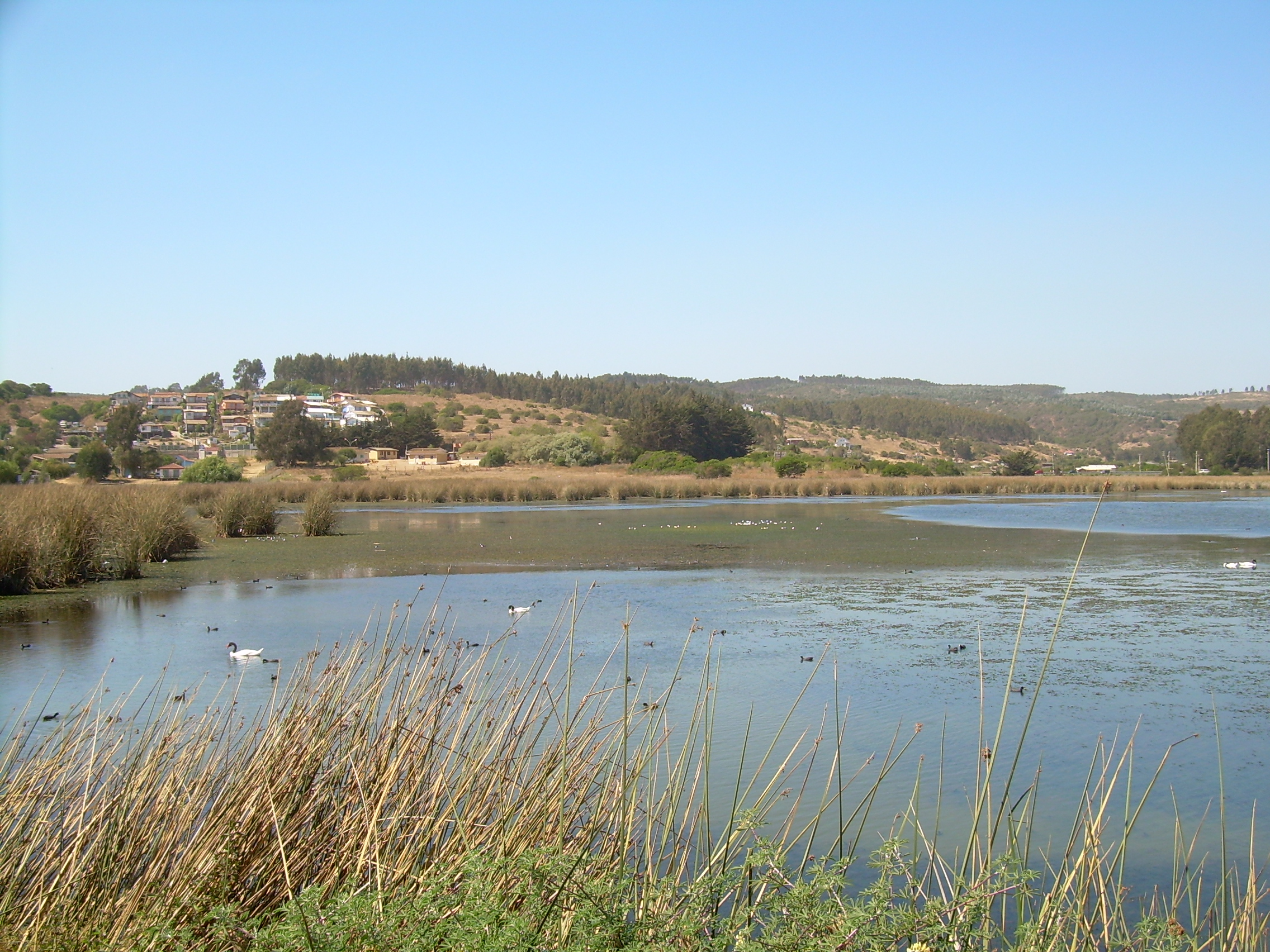
Laguna El Peral

Al salir rumbo sur del balneario de Las Cruces, está la Laguna El Peral. Sitio de nidificación de cisnes de cuello negro en este “santuario de la naturaleza”, así dictado por el Ministerio de Educación, según decreto N.º 631, del 31 de julio de 1975, por petición expresa de la Sección de Ornitología del Museo Nacional de Historia Natural de Chile.

#### San Carlos
Zona residencial ubicada entre Costa Azul (límite norte de la comuna de Cartagena) y Playas Blancas. 
La playa se caracteriza por extensas planicies de arena y pequeñas dunas que la separan de la av. La Playa, en invierno se forma un pequeño riachuelo en su límite norte, el que rápidamente se seca a las orillas de las dunas de la playa. Por el Sur, el estero La Cigüeña (límite comunal), se abre camino y desemboca en el mar. Su playa de tres olas y charcos permite la pesca del lenguado, róbalo y corvina, especialmente en la época invernal.

#### Santuario de la Naturaleza Quebrada de Córdova

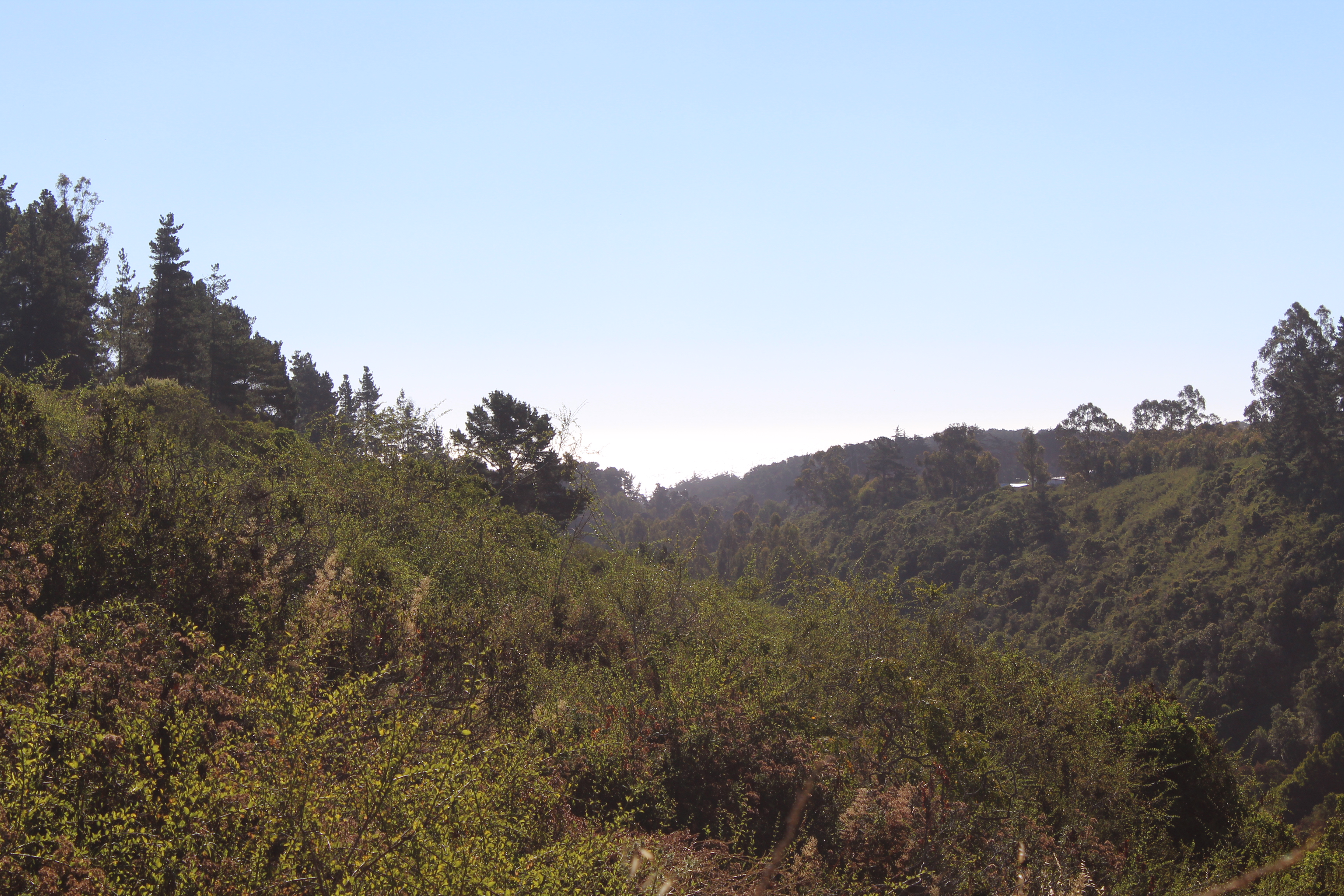
Quebrada de Córdova

En el sector norte de la comuna, en la cuenca baja del estero del Rosario, se ubica el Santuario de la Naturaleza Quebrada de Córdova, sitio conocido antiguamente como Lleb llab (del mapudungún: llafllaf ‘cúspide del rehue’), lugar de abundante vegetación del tipo bosque esclerófilo y fauna nativa. Los sectores Siete Vueltas y Mayor cuentan con vistas panorámicas de la quebrada, mientras que los sectores Coipo Chico y Coipo Grande poseen abundantes charcos.

## Deportes

### Fútbol
4 clubes (Chile España, El Peral, El Tabo y Las Cruces) de fútbol amateur de El Tabo participan en la Asociación de Fútbol de Cartagena Mario Hinojosa.

### Automovilismo
La comuna cuenta con el autodromo "Humberto Garetto" en el sector del Camino a Algarrobo frente a la Discoteque Aquelarre. Las primeras competencias se remontan al año 2003, donde era organizado en ese entonces por el Club De Automovilismo El Tabo-El Quisco-Isla Negra, que las organizó hasta el año 2006 cuando el autodromo cerró. Desde el 18 de enero de 2020, las competencias vuelven al Garetto esta vez a cargo del club "CAD Tierramar", en el cual llegan participantes no solo de la comuna, sino que también de comunas del litoral y regiones vecinas.

## Personas destacables
- Arturo Pacheco Altamirano
- Jonás (Jaime Gómez Rogers)
- Nicanor Parra